# Tubaran
Tubaran (Bayan ng Tubaran) är en kommun i Filippinerna. Kommunen ligger på ön Mindanao, och tillhör provinsen Lanao del Sur. Folkmängden uppgår till 11 021 invånare.

## Barangayer
Tubaran är indelat i 21 barangayer.
| - Alog - Beta - Poblacion (Buribid) - Campo - Datumanong - Dinaigan - Guiarong - Mindamudag - Paigoay-Pimbataan - Polo - Riantaran | - Tangcal - Tubaran Proper - Wago - Bagiangun - Gadongan - Gaput - Madaya - Malaganding - Metadicop - Pagalamatan |